# Йоан Сучиу
Йоан Сучиу (на румънски: Ioan Suciu) е румънски източнокатолически духовник, титулярен мъгленски епископ, беатифициран като мъченик в 2019 година.

## Биография
Роден е на 4 декември 1907 година в трансилванското градче Блаж, Австро-Унгария, в свещеническо семейство. Добър приятел е на Тит Ливиу Кинезу, с когото изучава заедно богословие в Рим, в гръцкия колеж „Свети Атанасий“. Получава докторска степен след шест години учене в института Ангеликум. На 29 ноември 1931 година е ръкоположен за свещеник. Връща се в Блаж, където преподава в Духовната академия. Утвърждава се като един от големите оратори на Католическата църква в страната.
На 25 май 1940 година е избран за титулярен мъгленски епископ и е назначен за викарен епископ на епископа на Орадейската епархия на Румънската гръкокатолическа църква Валериу Траян Френциу. Ръкоположен е на 22 юли 1940 година. Епископ Йоан е викарий и на наследника на епископ Валериу - Юлиу Хосу. Епископ Валериу се завръща в Орадя през 1947 година и епископ Йоан е назначен след това за апостолически администратор на Фъгърашката и Албаюлийска архиепархия.
След установяването на комунистически режим в страната, на 28 октомври 1948 година епископ Йоан е арестуван и отведен в Драгославеле, след това в манастира Кълдърушани. През май 1950 година е отведен в Министерството на вътрешните работи. През октомври същата година е затворен в Сигетския затвор. Там, в изолация, умира от стомашна болест, простуда и глад на 27 юни 1953 година, без да бъде съден. В последното си писмо до верните преди ареста си пише „Не се оставяйте да бъдете заблудени от празни думи, обещания, лъжи... Не можем да продадем Христос или Църквата“.
Погребан е в Гробището на бедните в неизвестен гроб.
На 2 юни 2019 година Сучиу, заедно с епископите Юлиу Хосу, Василе Афтение, Йоан Балан, Валериу Траян Френциу, Тит Ливиу Кинезу и Александру Русо е беатифициран от папа Франциск в Блаж.